# Kozluk (Batman)
Kozluk (Hezo en kurde) est une ville et un district de la province de Batman dans la région de l'Anatolie du sud-est en Turquie.